# 長明賞
長明賞（英語：Chang-Ming Award）是臺灣設立的年度长跑運動獎項，用以表彰在世界田径联合会認可賽事中表現優異的臺灣中长跑運動員。該獎項以臺灣馬拉松先驅陳長明命名，以紀念其對臺灣長跑運動的貢獻與影響。

## 背景與源起
長明賞的構想起源於2011年，由一群關注臺灣中長跑運動發展的愛好者成立的非營利平台「臺灣長跑競技網」所提出。該平台致力於建立長跑成績資料庫、保存臺灣長跑歷史並推廣國際賽事知識。由於臺灣長期缺乏具代表性的長跑運動年度獎項，發起人王冠翔、張嘉哲等人參考美國田徑傳奇之夜獎與紐約路跑者協會創設的阿貝貝·比基拉獎，期望藉由設立專屬於臺灣選手的獎項提升運動員榮譽感與競技意識。
在成立初期，由於人力與資源限制，該構想未能立即實現。直至2017年夏季世界大學運動會前夕，隨著選手自費赴海外訓練與參賽風氣興起，企業與大眾對田徑運動關注度提升，相關條件漸趨成熟，促成獎項的後續推動。

### 陳長明對臺灣長跑的貢獻
陳長明為臺灣長跑運動的重要代表人物之一，曾締造多項臺灣紀錄。包含：
- 首位參與奥林匹克运动会馬拉松項目的臺灣選手（1984年洛杉磯奧運）
- 首位參與世界田徑錦標賽馬拉松項目的臺灣選手（1983年）
- 臺灣首位馬拉松成績突破2小時20分的選手

陳對臺灣長跑運動具有開創性貢獻，其個人風格與精神影響後輩甚深。2019年逝世後，獎項即以其名正式命名，以資紀念。

## 推動歷程
2015年，臺灣長跑競技網與南庄山水半程馬拉松主辦單位合作，提供優秀選手獎勵與國際賽事補助，鼓勵運動員參與如日本香川丸龜半程馬拉松等高強度賽事。此舉提升選手國際賽經驗，並促成多名選手達標參與2017年臺北世大運。其中，女子半程馬拉松團體賽奪得銅牌，為臺灣在長跑項目中的首面世界級獎牌。
2021年，長明賞正式啟動，首屆評選由有「臺灣長跑教父」之稱的潘瑞根擔任召集人，評選期間涵蓋2020年12月1日至2021年12月31日間的表現。

## 評選與獎勵
長明賞每年將選出男女各一名優勝選手，個別頒發新台幣15萬元及獎盃一座。評選標準與方式如下：
- 評選對象：參與世界田徑總會認可賽事（5000公尺、10000公尺、半程馬拉松與馬拉松）至少一場次，並取得800分（依WA計分系統）以上成績之中華台北籍運動員
- 評選期間：採用年度制（例如2021年評選涵蓋2020年12月至2021年12月間成績）
- 評選程序：分為兩階段，第一階段為評審委員會專業評分，第二階段為公開網路票選
- 若馬拉松項目成績打破全國紀錄，另頒破紀錄獎金新臺幣50萬元

## 得主列表

### 年度最佳長跑運動員獎

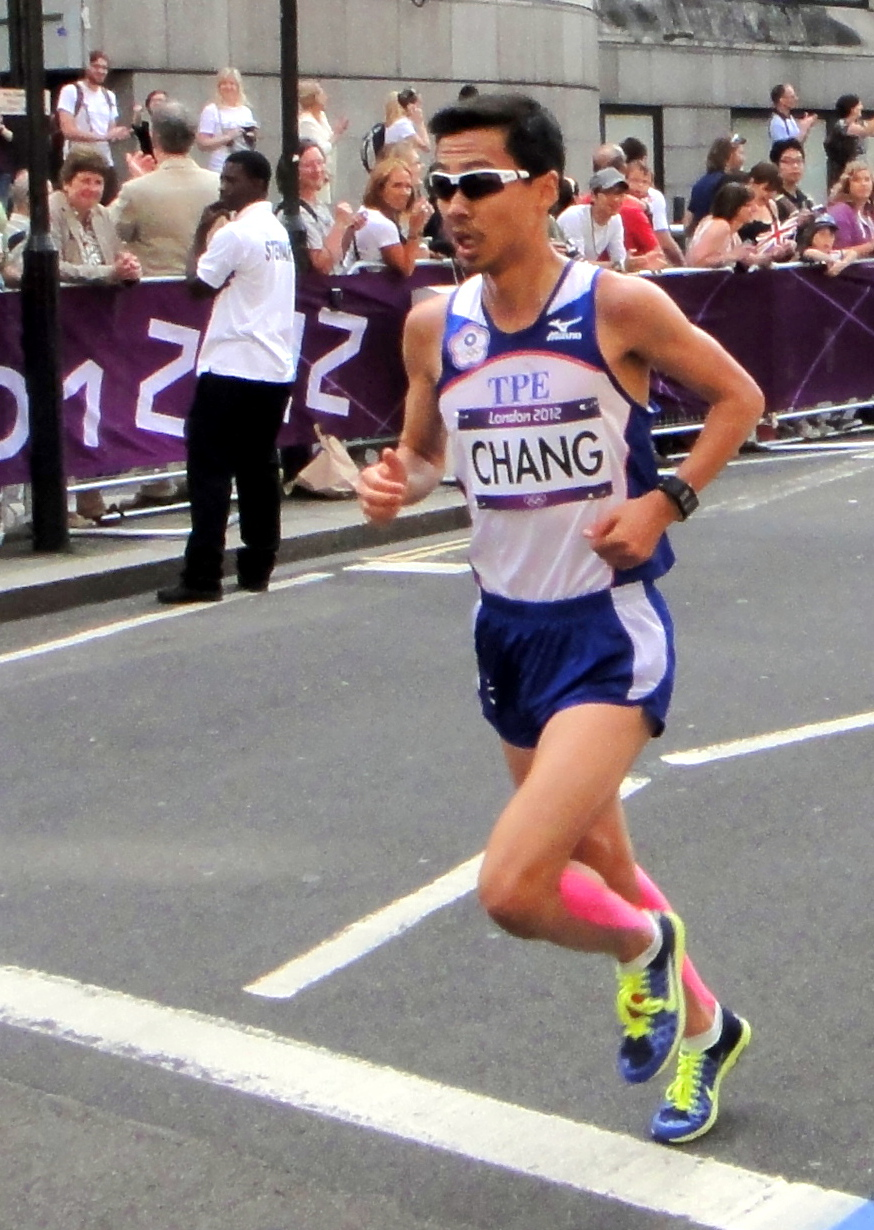
張嘉哲，長明賞發起人之一暨首屆男子獲獎選手

| 屆次／年份 |        |        |
| 屆次／年份 | 男     | 女     |
| ---------- | ------ | ------ |
| 屆次／年份 |        |        |
| 1 (2022)   | 張嘉哲 | 曹純玉 |
| 2 (2023)   | 周賢峰 | 曹純玉 |
| 3 (2024)   | 蔣介文 | 曹純玉 |
| 4 (2025)   | 簡子傑 | 徐苡絜 |
| 來源：     |        |        |

### 年度最佳潛力獎
| 屆次／年份 |            |          |
| 屆次／年份 | 獲獎選手   | 獲獎選手 |
| ---------- | ---------- | -------- |
| 1 (2022)   | 獎項未設立 |          |
| 2 (2023)   | 徐立紘     |          |
| 3 (2024)   | 徐立紘     |          |
| 4 (2025)   | 田睿祥     |          |

### 超馬年度運動員獎
| 屆次／年份 |                |            |
| 屆次／年份 | 男             | 女         |
| ---------- | -------------- | ---------- |
| 屆次／年份 |                |            |
| 1 (2022)   | 獎項未設立     | 獎項未設立 |
| 2 (2023)   | 獎項未分設男女 | 林冠汝     |
| 3 (2024)   | 獎項未分設男女 | 黃筱純     |
| 4 (2025)   | 張家鈞         | 黃筱純     |

## 延伸賽事

### 長明賞超馬盃
長明賞超馬盃是配合長明賞頒獎典禮舉行的超級馬拉松賽事，由台北長跑扶輪社自2022年起主辦。賽事形式為不間斷進行的六小時超級馬拉松，象徵長跑運動員長期訓練與持續累積的精神，並作為向當年度長明賞入圍者致意的活動之一。首屆賽事於頒獎當日，在中正紀念堂外圍以繞圈方式進行；自第二屆起移師至臺北田徑場舉辦，並新增三小時接力賽制。該賽事亦自第二屆起獲中華民國超級馬拉松運動協會認證，成績可作為正式紀錄使用。

#### 歷屆冠軍
| 年     |        |        |
| 年     | 男     | 女     |
| ------ | ------ | ------ |
| 年     |        |        |
| 2022   | 李智群 | 郭金鳳 |
| 2023   | 李智群 | 劉素雅 |
| 2024   | 張嘉哲 | 楊喬   |
| 2025   | 李智群 | 林冠汝 |
| 來源： |        |        |

## 外部連結
- 臺灣長跑競技網